# باران بهاری
باران بهاری یک مجموعه تلویزیونی محصول سال ۱۳۸۴ به کارگردانی مسعود رشیدی، نویسندگی نورالدین آزاد و تهیه‌کنندگی افشین زمانی، می‌باشد. این مجموعه در ۱۳ قسمت ۴۵ دقیقه‌ای به سفارش صدا و سیمای لرستان و برای پخش از شبکه اول سیما ساخته شد.
ساخت موسیقی این اثر بر عهده علیرضا شیرین فرد بوده است .

## بازیگران
- مهدی امینی‌خواه
- مانی کسراییان
- جمشید شاه محمدی
- علی اوسیوند
- معصومه آقاجانی
- الیکا عبدالرزاقی
- آرتمیس ورزنده
- نفیسه روشن
- آرش تاج تهرانی